# Картериа

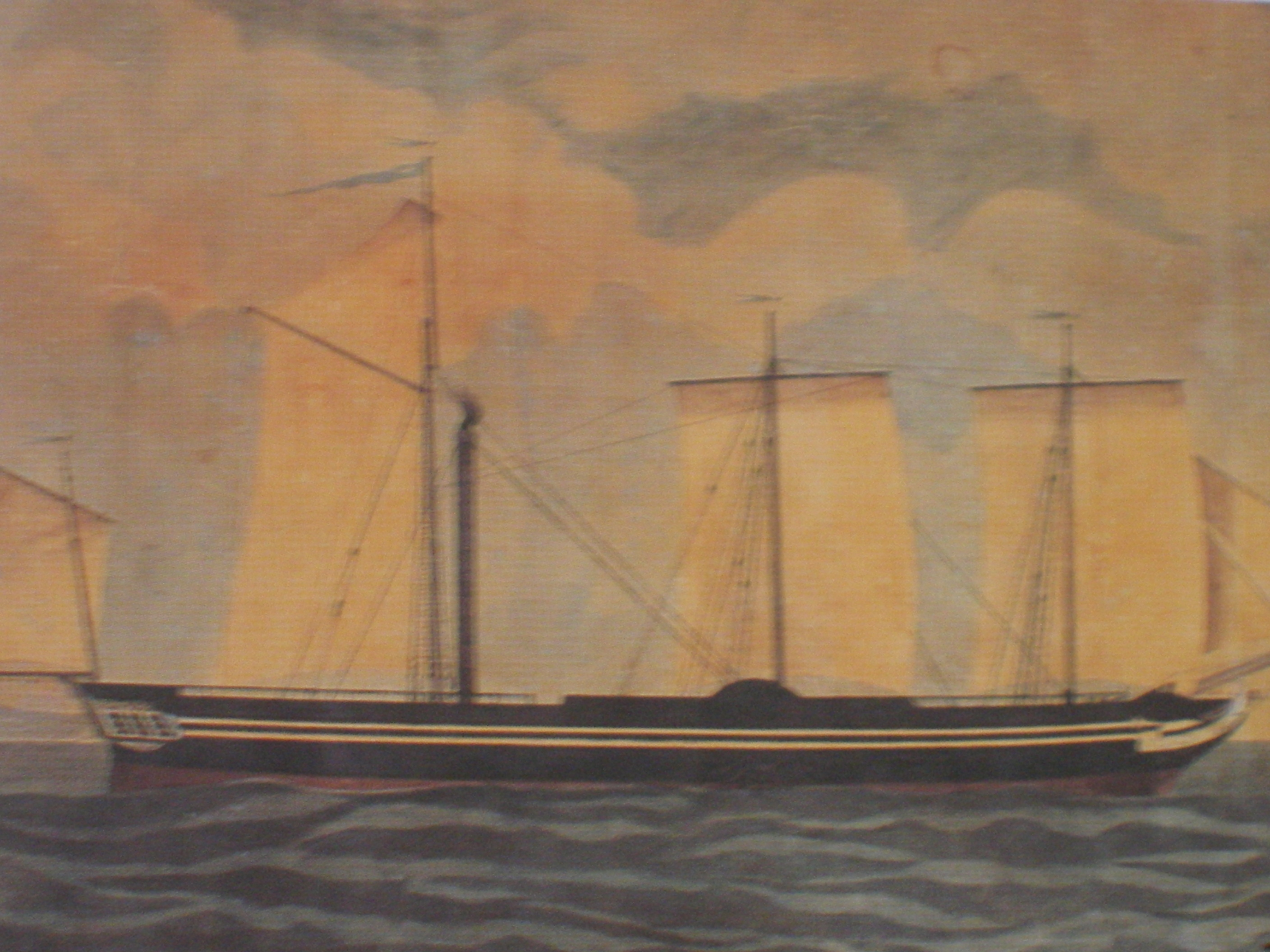
Акварель с изображением «Картерии»

Модель «Картерии» — Военный музей

«Картери́а» (греч. Καρτερία — настойчивость) — первый греческий паровой военный корабль, а также первое паровое судном в мировой военно-морской истории, принявшее участие в военных операциях и морских сражениях. Был построен на английской верфи для революционных греческих военно-морских сил, в ходе Греческой революции 1821—1829 годов.
Корабль был построен кораблестроителем Daniel Brent на верфи Greenland South Dockyard, Rotherhithe, Лондон. Корабль остался единственным завершённым из серии 6 судов, заказанных капитаном Фрэнком Гастингсом, бывшим британским офицером посланным в Англию временным греческим правительством. Заказ финансировался Лондонским Филэллинским комитетом и займом греческого правительства.
Судно было водоизмещением всего в 233 тонны, и было классифицировано как военный шлюп с двумя гребными колёсами, которые работали от двух маленьких паровых машин. Корабль был также оборудован парусом, так что правильно будет называть его парусно-паровым судном. Мощность паровой установки равнялась только 80 лошадиным силам и без помощи паруса скорость судна достигала, в лучшем случае, 6 узлов. Шлюп был вооружён только 4 орудиями, но они были 68-фунтового, самого мощного калибра. Используя бортовое оборудование, заказанное Гастингсом, ядра можно было накалять до красного накала и использовать их как зажигательные ракеты.
Корабль вошёл в состав ВМФ Греции в 1826 году. Это был первый паровой военный корабль в мировой военно-морской истории, принявший участие в военных действиях и морских сражениях. (Первым военным паровым судном был американский USS Demologos, вооружённый корабль с 30 орудиями на борту, спущенный на воду в 1814 году, но он никогда не был использован в бою).
Под командованием Гастингса «Картерия» вскоре завоевала грозную боевую репутацию, включая налёт на порт Итея в номе Фокида, недалеко от города Салона, ныне Амфиса и последующего морского сражения в Коринфском заливе, где «Картерия» потопила 9 турецких кораблей, из 11 участвующих в сражении.

## Память
В память о пароходе Картерия, ВМФ Греции дал его имя:
- Тральщику — бывший британский BYMS 2065, построен в 1943 году и в том же году переданый греческому флоту. На борту «Картерия» вице-адмирал Александрис вместе с адмиралом Каннингемом, на борту британского тральщика, приняли 16 сентября 1943 года сдачу итальянского флота. По завершении Второй мировой войны тральщик участвовал в греческой гражданской войне 1946—1949 годов. Оставался в составе флота до 1973 года.
- Канонерке P-65 — типа Thetis (бывшая немецкая Hermes, передана ВМФ Греции в 1992 году).